# Guillem V de Baviera

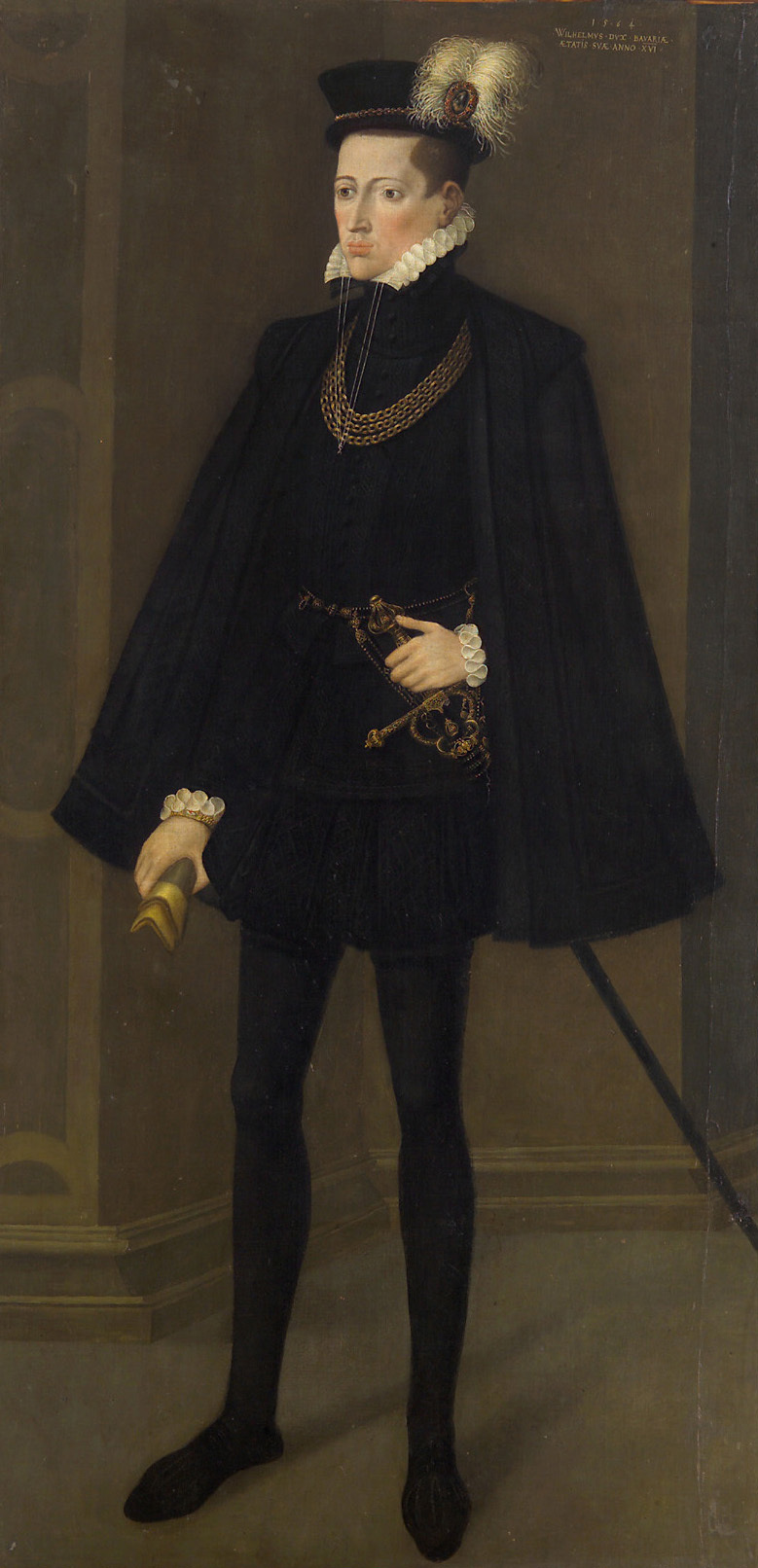
Guillem V de Baviera a l'edat de 16 anys

Guillem V de Baviera, duc de Baviera (Landshut 1548 - Múnic 1626) va governar Baviera des de 1579 fins a l'any 1597, any en què abdicà en favor del seu fill, l'elector Maximilià I de Baviera.

## Orígens familiars
Nascut a la ciutat de Landshut, al Ducat de Baviera, el dia 29 de setembre de 1548, fill del duc Albert V de Baviera i de l'arxiduquessa Anna d'Àustria, Guillem era net per via paterna del duc Guillem IV de Baviera i de la princesa Maria Jaumina de Baden, i per via materna ho era de l'emperador Ferran I, emperador romanogermànic i de la princesa Anna de Bohèmia i Hongria.

## Núpcies i descendents
El dia 22 de febrer de 1568 es casà amb la princesa Renata de Lorena, filla del duc Francesc I de Lorena i de la princesa Cristina de Dinamarca. La parella tingué deu fills:
- Cristòfol de Baviera, nat i mort a Múnic el 1570 -.
- Cristòfol de Baviera, nat a Múnic el 1572 i mort a Múnic el 1580.
- L'elector Maximilià I de Baviera, nat a Múnic el 1573 i mort a Múnic el 1651. Es casà amb la princesa Elisabet de Lorena en primeres núpcies; i en segones núpcies amb l'arxiduquessa Maria Anna d'Àustria (1610-1665).
- Maria Anna de Baviera, nada a Múnic el 1574 i morta a Viena el 1616. Es casà amb l'emperador Ferran II, emperador romanogermànic.
- Felip Guillem de Baviera, nat a Múnic el 1576 i mort a Ratisbona el 1598. El 1595 fou nomenat bisbe de Ratisbona amb el tractament de cardenal.
- Ferran de Baviera, nat a Múnic el 1577 i mort a Colònia el 1650. Fou bisbe-elector de Colònia.
- Elionor de Baviera, nada a Múnic el 1579 i morta el 1580.
- Carles de Baviera, nat a Múnic el 1580 i mort a Múnic el 1587.
- Albert de Baviera, nat a Múnic el 1584 i mort a Haag el 1666. El 1612 es casà amb la princesa Matilde de Leuchtenberg.
- Magdalena de Baviera, nada a Múnic el 1587 i morta a Heidelberg el 1628. Es casà el 1613 amb el comte palatí Wolfgang Guillem I del Palatinat-Neuburg.

## Línia política
Seguint la principal línia de la política familiar, Guillem fou un dels principals representant de l'ultracatolicimse i el contrareformisme a Alemanya. Guillem aconseguí l'any 1583 assegurar la dignitat electoral de bisbes de Colònia a membres de la família dels Wittelsbach, un fet que es mantindria durant més de 200 anys.
Durant el regnat de Guillem es procedí a l'expulsió dels no catòlics de Baviera. Així, creà un consell, independent del Tresor o del Consell Privat, que s'encarregà de vetllar pels afers religiosos. El Geistlicher Rat supervisava i disciplinava el clergat del ducat a través de diferents controls. Aquest consell fundà noves escoles, noves esglésies i convents i s'encarregà de promoure les vocacions religioses entre els bavaresos.
Durant el regnat de Guillem es construí a Múnic la Michaelskirche que a banda de ser el panteó familiar dels Wittelsbach, esdevingué el principal centre del contrareformisme a Baviera. Els jesuïtes de la Michaelskirche fundaren missions religioses per tot el món, des de l'Àsia fins a Amèrica tot a càrrec del tresor bavarès. Els estralls dels somnis religiosos de Guillem foren una de les principals causes de la seva abdicació el 1597.
Guillem morí el dia 7 de febrer de 1626 al Palau de Schleissheim i posteriorment fou enterrat a la Michaelskirche de Múnic.